# Blaze e le mega macchine
Blaze e le mega macchine (Blaze and the Monster Machines) è una serie animata educativa creata da Jeff Borkin e Ellen Martin, prodotta dalla Nerd Corps Entertainment (prima stagione) e DHX Media (dalla seconda in poi) e distribuita da DHX Media e Viacom Media Networks; negli USA è andata in onda su Nickelodeon dal 13 ottobre 2014 con la prima stagione composta da 20 episodi. Nel Regno Unito viene trasmessa su Channel 5 e Nick Jr. In Italia invece va in onda su Nick Jr. dal 2015, Cartoonito dal 3 marzo 2016 e Super! dal 21 novembre 2024; la sigla e le canzoni in italiano sono interpretate da Luigi Alberio e Silvia Pinto.

## Trama
La serie narra le avventure di Blaze, un monster truck rosso, e del suo pilota AJ, un ragazzo di 13 anni molto intelligente. Al loro fianco si inseriscono Gabby, una ragazza di 11 anni appassionata di meccanica e gli altri monster truck Starla, Darington, Stripes, Watts e Zeg. Gli otto amici, nelle loro sfide e nelle loro gare, sconfiggono il loro rivale Crusher.

## Personaggi
- Blaze: Il protagonista della serie, un monster truck rosso, migliore amico di AJ. Il suo potere è la velocità del lampo e si può trasformare. È doppiato da Lorenzo Scattorin.
- AJ: Un tredicenne intelligente, pilota e migliore amico di Blaze. Dalla carnagione, sembra caraibico. Ha la modalità visore. È doppiato da Simone Lupinacci.
- Watts: Un monster truck fucsia con ruote gialle, ha la carica elettrica ed è guidata da Gabby. Il suo potere è la carica elettrica, come già accennato. Appare per la prima volta nella puntata della terza stagione Amici veloci.
- Gabby: Meccanica undicenne che guida Watts è qualche volta partecipa alle avventure di Blaze e AJ. Nella seconda stagione ha un telecomando. È doppiata da Deborah Morese.
- Stripes: Una tigre arancione che fa amicizia con Blaze nel primo episodio. Il suo potere è quello di utilizzare gli artigli di tigre. È doppiato da Ruggero Andreozzi.
- Zeg: Un dinosauro verde amico di Blaze. Parla in terza persona. Il suo potere è quello di sfondare rocce e muri. È doppiato da Stefano Pozzi.
- Starla: Pickup cowgirl viola amica di Blaze. Il suo potere è quello di usare il lazo. Nel doppiaggio originale parla con un accento del Texas. È doppiata da Debora Magnaghi.
- Darington: Lo stuntman più famoso di tutta Axle City. Il suo potere è quello di volare, come mostrato nelle stagioni 3, 4 e 6. È doppiato da Renato Novara.
- Crusher: Rivale di Blaze, nonché principale antagonista e antieroe della serie. Il suo potere è quello di creare delle invenzioni da usare contro Blaze, ma finisce male. È doppiato da Federico Zanandrea.
- Pickle: Auto verde che cerca di dissuadere Crusher dal barare. Non è amico di crusher, anzi nonostante sia suo aiutante, è buono a differenza di lui e vuole molto bene a Blaze. Il suo potere è la "Potenza Pickle". È doppiato da Mattia Bressan.
- Bump Bumperman: Annuncia le gare e gli eventi che si tengono ad Axle City.
- Joe e Gus: L'uno il migliore amico dell'altro, sono ammiratori sfegatati di Blaze e AJ.
- Blackbelt: Il maestro ninja, amico di Blaze. Appare solo due volte nella quarta stagione.
- Ruotadilegno: Capitano di una ciurma di pirati, assiste alla corsa sul tetto del mondo e aiuta Blaze in una caccia al tesoro, arrivando a partecipare con lui in una gara nell'ottava stagione.
- Agente Anna: Un'auto della polizia che aiuta Blaze in due episodi.
- Speedrick: Il bullo di VelocityVille.
- Rally Dash e Fender: Amici di Blaze che vivono a VelocityVille e sono auto da corsa.
- Lazard e Thunderwing: I bulli dell'isola degli animali.
- Bunk, Bam, Nelson, Claude, Skyler e Tooks : Un gorilla, un elefante, un rinoceronte, un falco, un orso e un tucano amici di Blaze.
- Wartimer e Snout: Due facoceri, scagnozzi di Lazard.
- Ladra di luci: Un canguro femmina che ruba le luci.
- Slop: Il maiale dispettoso di Crusher.
- Zippy: Il maiale da corsa di Starla.
- Il Maggiore: Un alieno che distrugge gli asteroidi.
- Oola, Zuzu, Gormy e Zork: Quattro alieni amici di Blaze.
- Lord Carburetor: Un mago.
- Genio: Blaze lo aiuta a riprendere le tre gemme dei desideri.
- Roarian: Un leone volante che prima era una statua.
- Regina Velocina: Egoista e avara, ha uno specchio.
- Robot Combinaguai: Un robot addentatore, un robot lanciatore e un robot sparatore.
- Martina la succhiabenzina: Una truck viola adolescente che ruba la benzina a Blaze, Starla, Pickle e Crusher.
- Rudy: L'amico stupido di Crusher.
- Gasquatch: Un truck che adora il fango e il gelato, è marrone ed è amico di Blaze. Nell’episodio in cui gareggia con Blaze, sa creare oggetti di fango.
- Chassis: Il cane di Gabby.
- Baby Robot Alieno: Un robot che fa tornare neonati.
- Ladro di spazzolini: Un truck turchese che ruba spazzolini.
- Paperaccia: Papera che sporca tutto.
- Mr. Pattume: Un procione che sporca tutto.
- Boingie: Sette creature che rimbalzano, compresa la piccola boingie bebè.
- Gattina acrobata: Il gatto di Darington.
- Corsaro dei cuscini: Un corsaro che ruba cuscini.
- Regina verdina: Fa diventare tutto verde, perché odia gli altri colori.
- Pancakeio: Il mago dei pancake.
- SoffiaBolla: Crea le bolle.
- Fluffy: Un T-Rex che fa amicizia con Zeg e Pickle.
- Spaccatutto: Un toro che fa amicizia con Pickle.
- Bunny: Un coniglio che viene salvato da Blaze.
- Clive: L'amico pasticciere di Blaze.
- Bandito del picnic: Durante un picnic tra Blaze, AJ, Starla, Pickle e Crusher, ruba loro tutto.
- Ferris: Un truck giallo con un magnete. Viene accusato di aver rubato oggetti metallici e di essere il bandito misterioso, ma si scusa, perché non c'è nessun bandito misterioso.
- Capo pompiere: Il capo dei vigili del fuoco di Axle City.
- Sparkle: Appare dalla quinta stagione in poi. È la sorella di Blaze. Doppiata da Valentina Pallavicino.
- Snowbie: Un truck celeste dalle ruote di neve, diventa amico di Blaze nella sesta stagione.
- Robot sportivi: Avversari di Blaze e Crusher.
- Zampetta, Mangione e Piopio: Tre cuccioli di T-Rex.

## Episodi

### Prima stagione (2014-2015)
| N° | Titolo originale          | Titolo italiano       | Prima TV USA     | Prima TV Italia |
| -- | ------------------------- | --------------------- | ---------------- | --------------- |
| 1  | Blaze of Glory            | Vai Blaze! - I parte  | 13 ottobre 2014  | 2015            |
| 2  | Blaze of Glory            | Vai Blaze! - II parte | 13 ottobre 2014  | 2015            |
| 3  | The Driving Force         | Il pistone            | 20 ottobre 2014  |                 |
| 4  | Tool Duel                 | Attrezzi              | 21 ottobre 2014  |                 |
| 5  | The Bouncy Tires          | Gomme rimbalzine      | 22 ottobre 2014  |                 |
| 6  | Epic Sail                 | In mare               | 28 ottobre 2014  |                 |
| 7  | Stunt mania!              | Stunt mania!          | 30 ottobre 2014  |                 |
| 8  | The Jungle Horn           | Bilanciamento         | 4 novembre 2014  |                 |
| 9  | The Team Truck Challenge  | Compagni di squadra   | 6 novembre 2014  |                 |
| 10 | Cake-Tastrophe!           | Che pasticcio!        | 6 gennaio 2015   |                 |
| 11 | Truckball Team-Up         | Pallatruck            | 8 gennaio 2015   |                 |
| 12 | The Mystery Bandit        | I magneti             | 17 febbraio 2015 |                 |
| 13 | Gasquatch!                | Il mostro di fango    | 19 febbraio 2015 |                 |
| 14 | Truck Rangers             | I Truck Ranger        | 10 marzo 2015    |                 |
| 15 | Trouble at the Truck Wash | Il lavaggio Truck     | 12 marzo 2015    |                 |
| 16 | Zeg and the Egg           | Zeg e l'uovo          | 3 aprile 2015    |                 |
| 17 | Runaway Rocket            | Razzo in fuga         | 5 maggio 2015    |                 |
| 18 | Cattle Drive              | Le correnti           | 7 maggio 2015    |                 |
| 19 | Dragon Island Duel        | Un duo imbattibile    | 25 maggio 2015   |                 |
| 20 | Sneezing Cold             | La starnutite         | 4 giugno 2015    |                 |

### Seconda stagione (2015-2016)
| N° | Titolo originale                       | Titolo italiano                      | Prima TV USA      | Prima TV Italia |
| -- | -------------------------------------- | ------------------------------------ | ----------------- | --------------- |
| 1  | Fired Up!                              | Blaze il pompiere                    | 25 settembre 2015 |                 |
| 2  | Dino Dash                              | Salviamo Zeg!                        | 2 ottobre 2015    |                 |
| 3  | Truck or Treat?                        | Dolcetto o Trucketto?                | 23 ottobre 2015   |                 |
| 4  | Race to the Top of the World - Part I  | Corsa sul tetto del mondo - I parte  | 23 novembre 2015  |                 |
| 5  | Race to the Top of the World - Part II | Corsa sul tetto del mondo - II parte | 23 novembre 2015  |                 |
| 6  | Monster Machine Christmas              | Un Natale da megamacchine            | 11 dicembre 2015  |                 |
| 7  | Knight Riders                          | La corsa dei cavalieri               | 8 gennaio 2016    |                 |
| 8  | Darington to the Moon!                 | Darington sulla luna!                | 15 gennaio 2016   |                 |
| 9  | Piggy 500                              | La Piggy 500                         | 5 febbraio 2016   |                 |
| 10 | Spark Bug                              | Un insetto luminoso                  | 16 febbraio 2016  |                 |
| 11 | Five Alarm Blaze                       | L'incendio                           | 4 marzo 2016      |                 |
| 12 | Axle City Grand Prix                   | Il gran premio di Axle City          | 12 aprile 2016    |                 |
| 13 | Treasure Track                         | Una pista preziosa                   | 14 aprile 2016    |                 |
| 14 | Rocket Ski Rescue                      | Nonnina in azione                    | 17 maggio 2016    |                 |
| 15 | Dinosaur Parade                        | La parata dei dinosauri              | 19 maggio 2016    |                 |
| 16 | Race Car Superstar                     | Blaze, re della velocità             | 30 maggio 2016    |                 |
| 17 | Race to Eagle Rock                     | Auto da corsa                        | 2 giugno 2016     |                 |
| 18 | Sky Track                              | La pista nel cielo                   | 27 settembre 2016 |                 |
| 19 | The Wishing Wheel                      | La ruota dei desideri                | 29 settembre 2016 |                 |
| 20 | Pickle Power                           | Pickle salva Crusher                 | 19 novembre 2016  |                 |

### Terza stagione (2016-2018)
| N° | Titolo originale             | Titolo italiano                  | Prima TV USA      | Prima TV Italia |
| -- | ---------------------------- | -------------------------------- | ----------------- | --------------- |
| 1  | Dinocoaster                  | Il biglietto volante             | 10 ottobre 2016   |                 |
| 2  | The Hundred Mile Race        | La Cento Miglia                  | 4 novembre 2016   |                 |
| 3  | The Polar Derby              | La corsa polare                  | 9 dicembre 2016   |                 |
| 4  | Light Riders                 | Alla velocità della luce!        | 6 gennaio 2017    |                 |
| 5  | Catch That Cake!             | Prendi la torta!                 | 28 marzo 2017     |                 |
| 6  | The Bouncing Bull Racetrack  | Il circuito del toro scatenato   | 30 marzo 2017     |                 |
| 7  | Mega Mud Robot               | Fango Mega Robot                 | 21 aprile 2017    |                 |
| 8  | Knighty Knights              | Blaze e i cavalieri              | 28 aprile 2017    |                 |
| 9  | Animal Island                | L'isola degli animali            | 29 maggio 2017    |                 |
| 10 | Toucan Do It!                | La partita nella giungla         | 31 maggio 2017    |                 |
| 11 | Falcon Quest                 | La macchina falco                | 26 settembre 2017 |                 |
| 12 | The Big Ant-venture          | La città degli insetti           | 28 settembre 2017 |                 |
| 13 | Ready, Set, Roar!            | Pronti, partenza, roar!          | 24 ottobre 2017   |                 |
| 14 | The Great Animal Crown       | La grande corona degli animali   | 26 ottobre 2017   |                 |
| 15 | Tow Truck Tough              | Avventura nella giungla          | 22 novembre 2017  |                 |
| 16 | Race for the Golden Treasure | La mappa del tesoro              | 15 gennaio 2018   |                 |
| 17 | Need for Blazing Speed       | Alla ricerca del motore di Blaze | 23 gennaio 2018   |                 |
| 18 | Fast Friends                 | Amici veloci                     | 25 gennaio 2018   |                 |
| 19 | Raceday Rescue               | Salvataggio in corsa             | 20 febbraio 2018  |                 |
| 20 | Defeat the Cheat             | Vietato imbrogliare              | 22 febbraio 2018  |                 |

### Quarta stagione (2018-2019)
| N° | Titolo originale                | Titolo italiano                       | Prima TV USA      | Prima TV Italia |
| -- | ------------------------------- | ------------------------------------- | ----------------- | --------------- |
| 1  | Robot Power                     | Robot Blaze                           | 28 maggio 2018    |                 |
| 2  | The Pickle Family Campout       | La famiglia Pickle in gita            | 6 aprile 2018     |                 |
| 3  | The circus of chickens          | Il circo delle galline                | 26 marzo 2018     |                 |
| 4  | Ninja Blaze                     | Ninja Blaze                           | 18 ottobre 2018   |                 |
| 5  | The Super-Size Prize            | Il mega premio                        | 26 giugno 2018    |                 |
| 6  | Breaking the Ice                | Salvataggio sul ghiaccio              | 12 giugno 2018    |                 |
| 7  | Robots to the Rescue            | Tre emergenze per i Robot             | 14 giugno 2018    |                 |
| 8  | T-Rex trouble                   | T-Rex nei guai                        | 14 settembre 2018 |                 |
| 9  | Meatball Mayhem                 | La polpetta gigante                   | 2 ottobre 2018    |                 |
| 10 | Robot in space                  | Robot nello spazio                    | 4 ottobre 2018    |                 |
| 11 | Power Tires                     | Le super gomme!                       | 16 ottobre 2018   |                 |
| 12 | Snow Day Showdown               | Divertimento sulla neve               | 21 dicembre 2018  |                 |
| 13 | Construction Crew to the Rescue | Macchine da costruzione alla riscossa | 11 gennaio 2019   |                 |
| 14 | Officer Blaze                   | L'agente Blaze                        | 15 febbraio 2019  |                 |
| 15 | The Flying Lion                 | Il leone volante                      | 8 marzo 2019      |                 |
| 16 | Ninja Soup                      | La zuppa Ninja                        | 18 maggio 2019    |                 |
| 17 | Royal Rescue                    | Salvataggio reale                     | 22 marzo 2019     |                 |
| 18 | Blaze and the Magic Genie       | Blaze e il genio                      | 10 giugno 2019    |                 |
| 19 | The 100 egg challenge           | La sfida delle 100 uova               | 12 aprile 2019    |                 |
| 20 | The Midnight Mile               | Il Miglio di mezzanotte               | 12 giugno 2019    |                 |

### Quinta stagione (2019-2020)
| N° | Titolo originale            | Titolo italiano                | Prima TV USA      | Prima TV Italia |
| -- | --------------------------- | ------------------------------ | ----------------- | --------------- |
| 1  | AJ to the Rescue            | Amici in soccorso              | 10 settembre 2019 |                 |
| 2  | The Trophy Chase            | Caccia al trofeo               | 11 settembre 2019 |                 |
| 3  | The Island of Lost Treasure | L'isola del tesoro perduto     | 16 agosto 2019    |                 |
| 4  | Babysitting Heroes          | Babysitter ed eroi             | 12 settembre 2019 |                 |
| 5  | Abra-Ka-Pickle              | Abra-ca-pickle                 | 25 ottobre 2019   |                 |
| 6  | Toy Trouble                 | Giocattoli giganti             | 6 dicembre 2019   |                 |
| 7  | Ice Cream Monster Machine   | La mega macchina del gelato    | 10 marzo 2020     |                 |
| 8  | The Mechanic Team!          | Il team dei meccanici          | 12 marzo 2020     |                 |
| 9  | The Great Space Race        | La grande corsa dello spazio   | 13 febbraio 2020  |                 |
| 10 | Deep Sea Grand Prix         | Il grand prix "Mare Profondo"  | 31 gennaio 2020   |                 |
| 11 | Recycling Power!            | Il potere del riciclo!         | 11 febbraio 2020  |                 |
| 12 | Blazing Amazing Stories     | Le fantastiche storie di Blaze | 24 aprile 2020    |                 |
| 13 | Big Rig Blaze               | Blaze l'autoarticolato         | 15 maggio 2020    |                 |
| 14 | The Big Balloon Rescue      | Operazione mongolfiera         | 12 giugno 2020    |                 |
| 15 | Space Alien Adventure!      | Avventura spaziale             | 31 luglio 2020    |                 |
| 16 | Video Game Heroes           | Gli eroi del videogioco        | 2 ottobre 2020    |                 |
| 17 | The Race Around the Earth   | La corsa intorno alla Terra    | 16 ottobre 2020   |                 |
| 18 | The Gold Medal Games        | I giochi delle medaglie d'oro  | 23 luglio 2021    |                 |
| 19 | The Blaze Family            | La famiglia di Blaze           | 6 novembre 2020   |                 |
| 20 | The Treat Thief             | La ladra di dolcetti           | 20 novembre 2020  |                 |

### Sesta stagione (2020-2022)
| N° | Titolo originale                                       | Titolo italiano                   | Prima TV USA     | Prima TV Italia |
| -- | ------------------------------------------------------ | --------------------------------- | ---------------- | --------------- |
| 1  | Big Rig to the Rescue!                                 | Autoarticolato alla riscossa!     | 18 dicembre 2020 |                 |
| 2  | The Amazing Stunt Kitty                                | L’incredibile gattina acrobata    | 29 gennaio 2021  |                 |
| 3  | Dino Derby                                             | Il Dino Rally                     | 19 febbraio 2021 |                 |
| 4  | Sir Blaze and the Unicorn                              | Sir Blaze e l'unicorno            | 12 marzo 2021    |                 |
| 5  | Race to Sky High Mountain                              | La gara del Monte Supremo         | 23 aprile 2021   |                 |
| 6  | Sparkle's Racing Badge                                 | Il distintivo da corsa di Sparkle | 28 maggio 2021   |                 |
| 7  | Blaze builder                                          | La gara di costruzione            |                  |                 |
| 8  | The Puppy Chase                                        | Un cucciolo da salvare            | 25 giugno 2021   |                 |
| 9  | The Great Pizza Race                                   | La gara di consegna delle pizze   | 15 novembre 2021 |                 |
| 10 | Starla's Wild West BirthdayStarla's Wild West Birthday | Compleanno nel Far West           | 16 novembre 2021 |                 |
| 11 | Firefighters ti the Rescue                             | Vigili del fuoco in azione!       | 3 settembre 2021 |                 |
| 12 | Traveling with the dolphin                             | In viaggio col delfino            |                  |                 |
| 13 | Race to the Golden Gift                                | La corsa al pacco dono dorato     | 17 novembre 2021 |                 |
| 14 | The Tiger Treasure                                     | Il tesoro della tigre             | 18 novembre 2021 |                 |
| 15 | The Boingies                                           | I Boingie!                        | 19 novembre 2021 |                 |
| 16 | Special mission Blaze                                  | Blaze in missione speciale        | 25 febbraio 2022 |                 |
| 17 | The snow spectacular                                   | Il grande spettacolo sulla neve   | 10 dicembre 2021 |                 |
| 18 | The fastest of Them All                                | La mega macchina più veloce       | 4 marzo 2022     |                 |
| 19 | Snow rescue Blaze                                      | Il soccorso alpino                | 28 gennaio 2022  |                 |
| 20 | Megabot!                                               | Megabot!                          | 29 aprile 2022   |                 |

### Settima stagione (2022-)
| N° | Titolo originale          | Titolo italiano              | Prima TV USA      | Prima TV Italia |
| -- | ------------------------- | ---------------------------- | ----------------- | --------------- |
| 1  | Sparkle's Big Rescue      | Il salvataggio di Sparkle    | 14 settembre 2022 |                 |
| 2  | Mail Truck Blaze          | Le super ruote               | 15 settembre 2022 |                 |
| 3  | Campfire Stories!         | Storie davanti al fuoco      | 12 settembre 2022 |                 |
| 4  | Monster Machine Halloween | La grande corsa di Halloween | 17 ottobre 2022   |                 |
| 5  |                           |                              |                   |                 |
| 6  |                           |                              |                   |                 |
| 7  |                           |                              |                   |                 |
| 8  |                           |                              |                   |                 |
| 9  |                           |                              |                   |                 |
| 10 |                           |                              |                   |                 |
| 11 |                           |                              |                   |                 |
| 12 |                           |                              |                   |                 |
| 13 |                           |                              |                   |                 |
| 14 |                           |                              |                   |                 |
| 15 |                           |                              |                   |                 |
| 16 |                           |                              |                   |                 |
| 17 |                           |                              |                   |                 |
| 18 |                           |                              |                   |                 |
| 19 |                           |                              |                   |                 |
| 20 |                           |                              |                   |                 |
| 21 |                           |                              |                   |                 |
| 22 |                           |                              |                   |                 |
| 23 |                           |                              |                   |                 |
| 24 |                           |                              |                   |                 |
| 25 |                           |                              |                   |                 |
| 26 |                           |                              |                   |                 |

## Doppiaggio
| Personaggio | Doppiatore originale | Doppiatore italiano |
| ----------- | --- | ------------------- |
| Blaze       | Nolan North | Lorenzo Scattorin   |
| AJ          | Dusan Brown (voce st. 1) Caleel Harris (voce st. 2-3) Ramone Hamilton, Jakari Fraser (voce st. 4+) Jacquez Swaningan (canto st. 1-2) Reed Shannon (canto st. 3+) | Simone Lupinacci    |
| Gabby       | Angelina Wahler (st. 1-3) Molly Jackson, Luna Bella Zamora (st. 4+)                                                                                              | Deborah Morese      |
| Starla      | Kate Higgins | Debora Magnaghi     |
| Darington   | Alexander Polinsky | Renato Novara       |
| Stripes     | Sunil Malhotra | Ruggero Andreozzi   |
| Zeg         | James Patrick Stuart | Stefano Pozzi       |
| Crusher     | Kevin Michael Richardson | Federico Zanandrea  |
| Pickle      | Nat Faxon | Mattia Bressan      |